# 고촌 (와카야마현)
고촌(五村)은 와카야마현 아리다군에 설치되었던 촌이다. 현재의 아리다가와정에 해당한다.